# Evrard III Radoul
Evrard III Radoul, décédé en 1189 ou après, était un châtelain de Tournai, seigneur de Mortagne, fils d'Evrard II Radoul, châtelain de Tournai, seigneur de Mortagne, et de sa femme Richilde, fille de Baudouin III, comte de Hainaut et de sa femme Yolande de Gueldre. 

## Filiation
De son mariage avec Mathilde de Béthune, fille de Guillaume II, seigneur de Béthune, et de sa femme Clémence de Cambrai, ils eurent une fille :
- Richilde, décédée après octobre 1193, mariée en premier lieu à Giselbert van Oudenaarde, puis en secondes noces à Wouter van Zotteghem.

Il répudie sa femme.
De son second mariage avec Gertrude de Montaigu, veuve de Raoul de Nesle, châtelain de Bruges, et fille de Lambert, comte de Montaigu :
- Baudouin de Tournai.

## Sources
- Châtelains de Tournai sur le site Fondation pour la généalogie médiévale (en anglais).